# Rataje nad Sázavou
Rataje nad Sázavou (dříve Rataje Hrazené, německy Ratais an der Sasau) jsou městys v okrese Kutná Hora ve Středočeském kraji. Leží asi 27 kilometrů jihozápadně od Kutné Hory, šest kilometrů jihovýchodně od města Sázava a devět kilometrů jihozápadně od Uhlířských Janovic. Žije v něm 556 obyvatel. Historické jádro městyse je městskou památkovou zónou.

## Historie

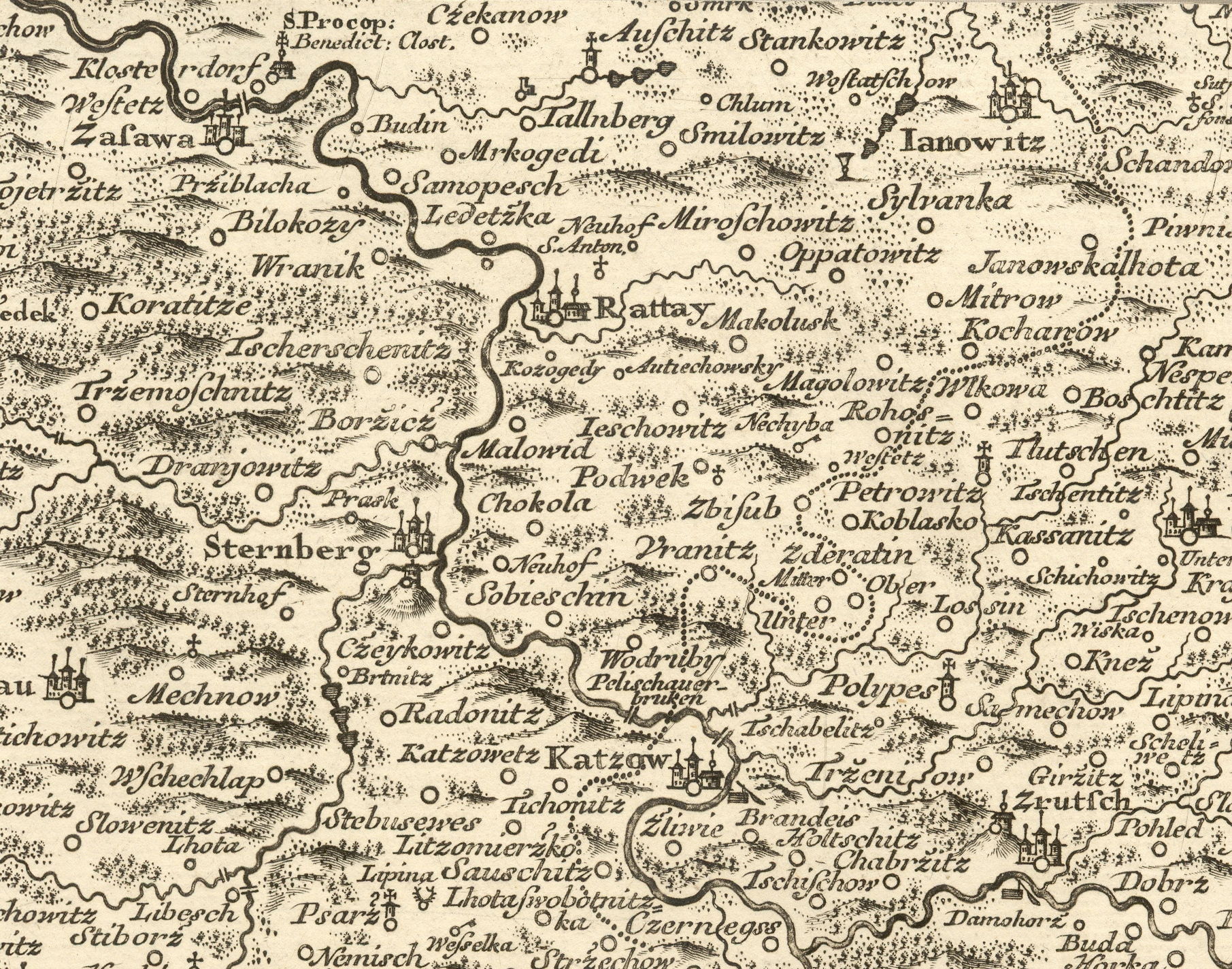
Rataje na Müllerově mapě Čech z roku 1720.

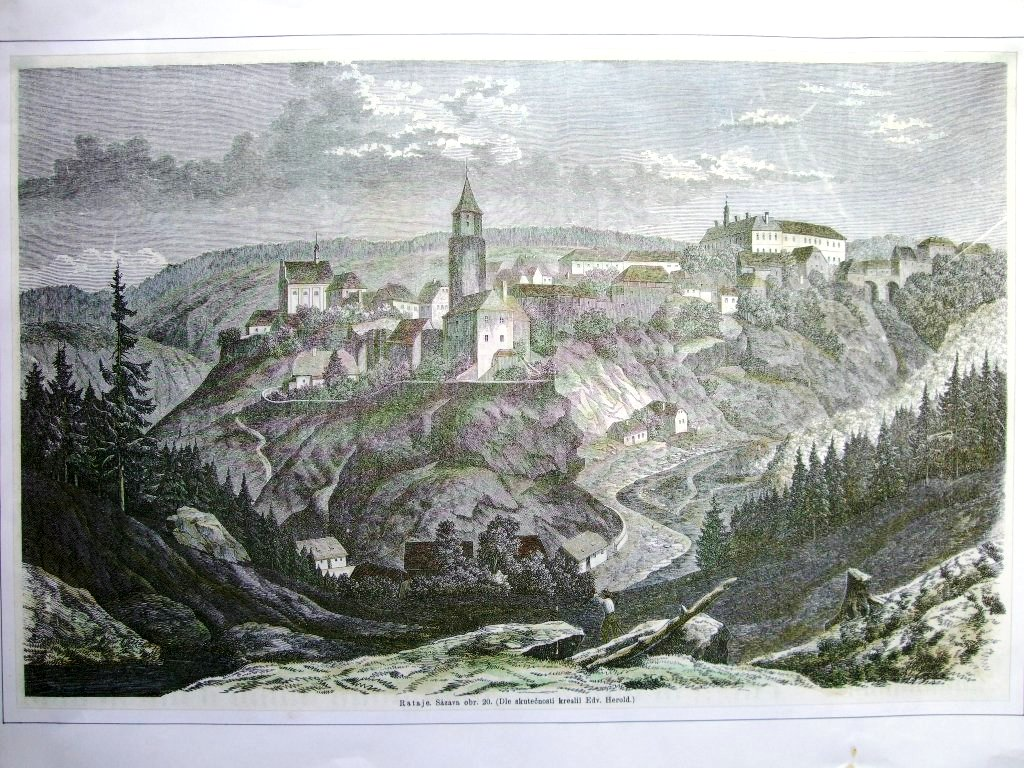
Městské hradby

První písemná zmínka o obci pochází z roku 1289. Ve 14. století, kdy Rataje patřily pánům z Lipé, vznikl na SV konci obce Přední hrad, poprvé připomínaný roku 1346. V roce 1403 hrad spravoval Hanuš z Lipé, jelikož dědic Jan Ptáček ještě nebyl dospělý. V témže roce se na hradě ukryl Racek Kobyla se svou družinou, jelikož uprchli ze Skalice. V polovině 16. století byl přestavěn v renesančním a kolem roku 1675 v raně barokním slohu na dnešní zámek. Na JZ konci obce na ostrohu vznikl rovněž ve 14. století hrad Pirkštejn, zčásti přestavěný roku 1724 na faru.
V městysi Rataje nad Sázavou (přísl. Ledečko, Vraník, 1029 obyvatel, poštovní úřad, telegrafní úřad, telefonní úřad, četnická stanice, katol. kostel, sbor dobrovolných hasičů) byly v roce 1932 evidovány tyto živnosti a obchody: lékař, biograf Sokol, výroba cementového zboží, cihelna, cukrář, obchod s cukrovinkami, drogerie, elektrárna, 2 holiči, 7 hostinců, 2 hotely, klempíř, 2 koláři, 2 kováři, kožešník, 3 krejčí, 3 mlýny, 3 obuvníci, 3 pekaři, 3 pily, obchod s lahvovým pivem, porodní asistentka, 2 rolníci, 4 řezníci, sklenář, 8 obchodů se smíšeným zbožím, stavitel, 5 obchodů se střižním zbožím, 2 švadleny, 2 trafiky, 3 truhláři, obchod s uzenářským zbožím, velkostatek lesní správy spolku Budoucnost, zahradnictví, 2 zámečníci, zednický mistr, zubní ateliér.
S účinností od 1. prosince 2006 byl 10. listopadu 2006 obci vrácen status městyse. V roce 2008 bylo v ratajském zámku otevřeno Muzeum středního Posázaví.

## Obyvatelstvo
| Rok            | 1869  | 1880  | 1890  | 1900  | 1910  | 1921  | 1930  | 1950 | 1961 | 1970 | 1980 | 1991 | 2001 | 2011 | 2021 |
| -------------- | ----- | ----- | ----- | ----- | ----- | ----- | ----- | ---- | ---- | ---- | ---- | ---- | ---- | ---- | ---- |
| Počet obyvatel | 1 223 | 1 238 | 1 245 | 1 641 | 1 184 | 1 164 | 1 084 | 970  | 942  | 935  | 740  | 621  | 583  | 551  | 556  |
| Počet domů     | 176   | 189   | 192   | 194   | 213   | 220   | 263   | 311  | 258  | 253  | 224  | 309  | 344  | 358  | 369  |

## Správa městyse

### Územněsprávní začlenění

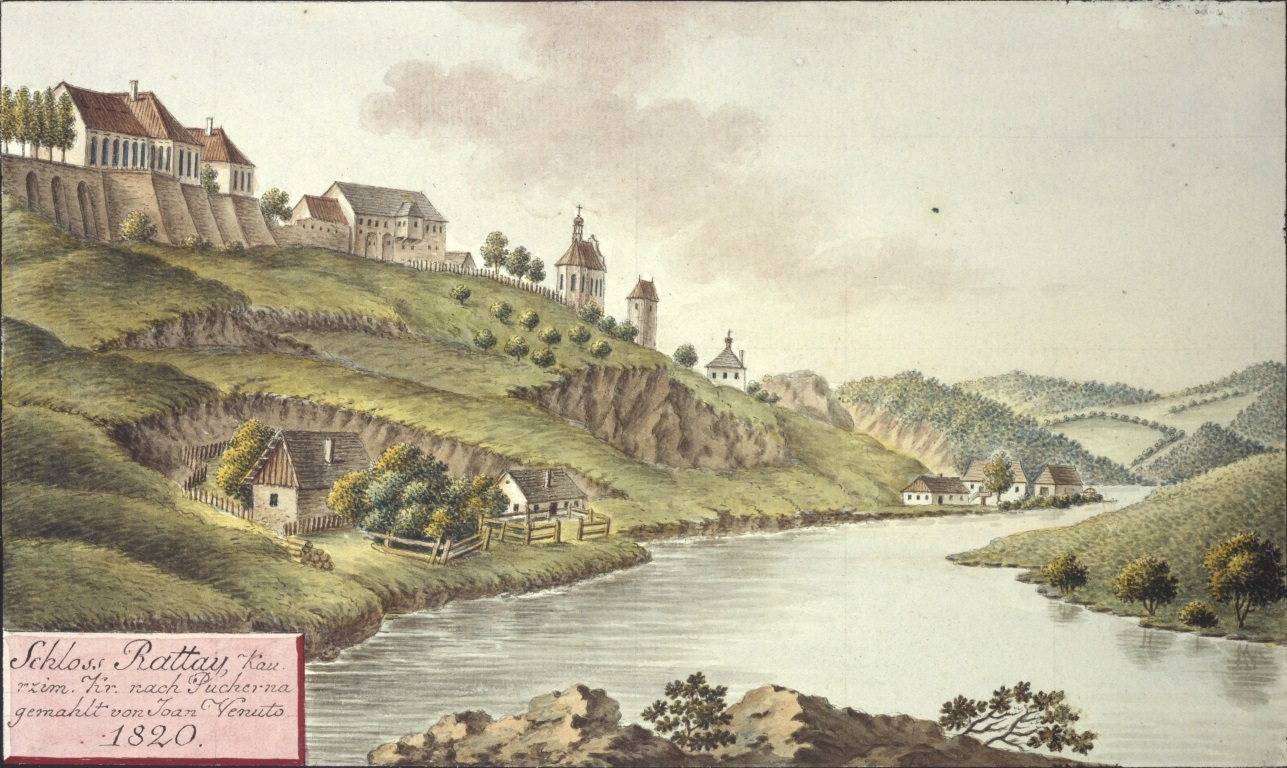
Rataje nad Sázavou (Schloss Rattay, Kaurzim. Kr. nach Pucherna gemahlt von Joan Venuto 1820)

Dějiny územněsprávního začleňování zahrnují období od roku 1850 do současnosti. V chronologickém přehledu je uvedena územně administrativní příslušnost městyse v roce, kdy ke změně došlo:
- 1850 země česká, kraj Pardubice, politický okres Kolín, soudní okres Uhlířské Janovice[10]
- 1855 země česká, kraj Čáslav, soudní okres Uhlířské Janovice
- 1868 země česká, politický okres Kutná Hora, soudní okres Uhlířské Janovice
- 1939 země česká, Oberlandrat Kolín, politický okres Kutná Hora, soudní okres Uhlířské Janovice[11]
- 1942 země česká, Oberlandrat Praha, politický okres Kutná Hora, soudní okres Uhlířské Janovice[12]
- 1945 země česká, správní okres Kutná Hora, soudní okres Uhlířské Janovice[13]
- 1949 Pražský kraj, okres Kutná Hora[14]
- 1960 Středočeský kraj, okres Kutná Hora
- 2003 Středočeský kraj, obec s rozšířenou působností Kutná Hora

### Části městyse
- Malovidy
- Mirošovice
- Rataje nad Sázavou

V letech 1850–1949 k městysi patřilo i Ledečko.

### Symboly městyse
Vlajka byla městysi udělena rozhodnutím předsedy Poslanecké sněmovny Parlamentu České republiky dne 10. září 2021.

## Doprava
Dopravní síť
- Pozemní komunikace – Do městyse vedou silnice III. třídy.

- Železnice – Městysem procházejí dvě železniční tratě 014 a 212. Železniční trať 014 Kolín - Uhlířské Janovice - Ledečko je jednokolejná regionální trať, doprava byla zahájena v letech 1900 - 1901. Na území městyse jsou na ní železniční zastávky Rataje nad Sázavou, Rataje nad Sázavou předměstí a Mirošovice u Rataj nad Sázavou. Železniční trať 212 Čerčany - Světlá nad Sázavou je jednokolejná regionální trať, zahájení dopravy v přilehlém úseku trati bylo roku 1901. Na území městyse jsou železniční zastávky Rataje nad Sázavou zastávka, Rataje nad Sázavou-Ivaň a Malovidy.

Veřejná doprava 2024
- Autobusová doprava – Městysem vedou autobusové linky 481 Uhlířské Janovice - Soběšín (6 párů spojů o prac. dnech) a 771 Rataje n. S. - Sázava (3 páry spojů o prac. dnech).
- Železniční doprava – Městysem prochází železniční linky S18 Ledečko - Kolín (9 párů spojů denně) a S80 Čerčany - Ledeč nad Sázavou (až 11 párů spojů denně, pouze červen - prosinec).

## Pamětihodnosti
- Hrad Pirkštejn se poprvé připomíná roku 1346.[17] Do hradu se vstupuje po zděném mostě, na jihovýchodní straně se nachází středověká válcová věž s dřevěným bedněním, západní stranu tvoří palác, přestavěný na faru a hospodářská stavení.
- Ratajský zámek, původně Přední hrad, tvoří dnes tři křídla: severní - původně gotické, jižní - renesanční a západní - barokní. Při barokní dostavbě byla přestavěna i obě starší křídla. Okna dostala výrazné pískovcové suprafenestry a budova mohutný portál z roku 1675. Na nádvoří jsou barokní arkády, zčásti s uzavřenou arkádovou chodbou v patře.[18] V zámku je obecní úřad, pošta a Muzeum středního Posázaví.
- Kostel svatého Matouše z let 1675–1691. Snad podle plánů Ondřeje de Guardé je obdélná stavba s valenou klenbou, půlkruhovým presbytářem a kaplí na severní straně. Zvenčí náhrobek z roku 1576. Jednotné původní raně barokní zařízení, hlavní a boční oltáře, mramorové sanktuárium, cínová křtitelnice z roku 1685.
- Kaple svatého Antonína u silnice do Sázavy, otevřená, čtvercová stavba se štítem z konce 18. století.[18]
- Kaple svatého Václava
- Městské opevnění

### Galerie

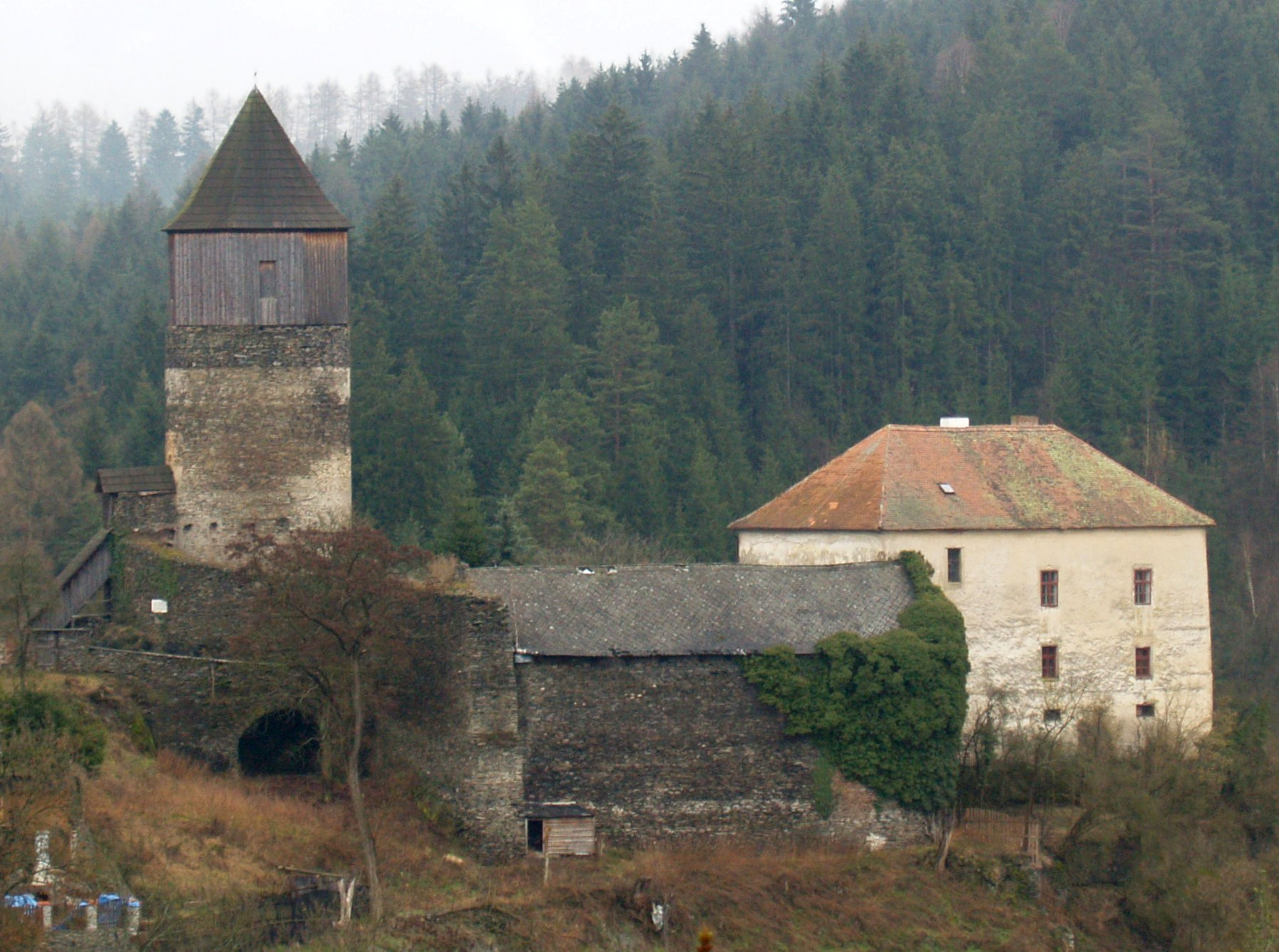
Hrad Pirkštejn
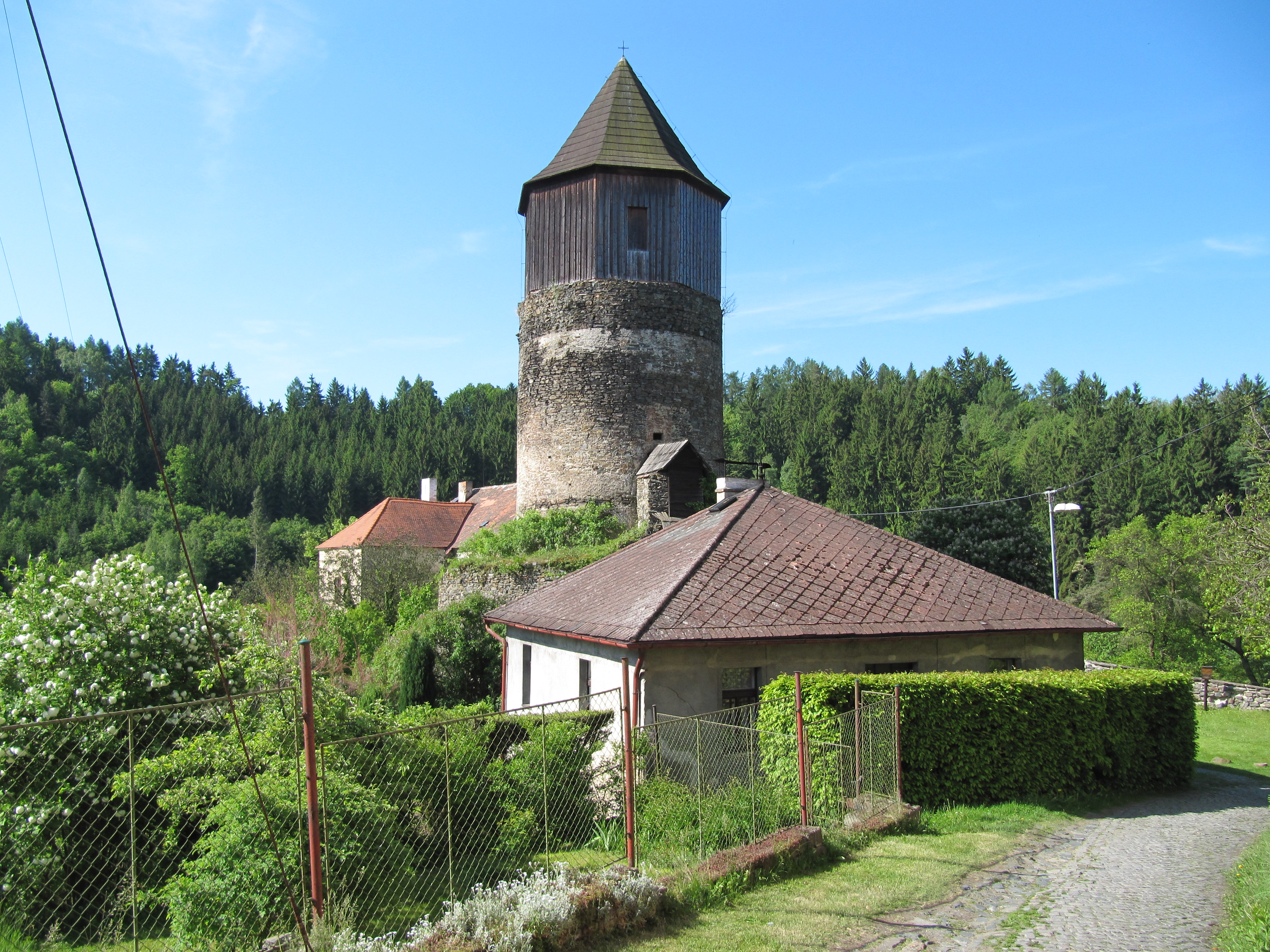
Hrad Pirkštejn
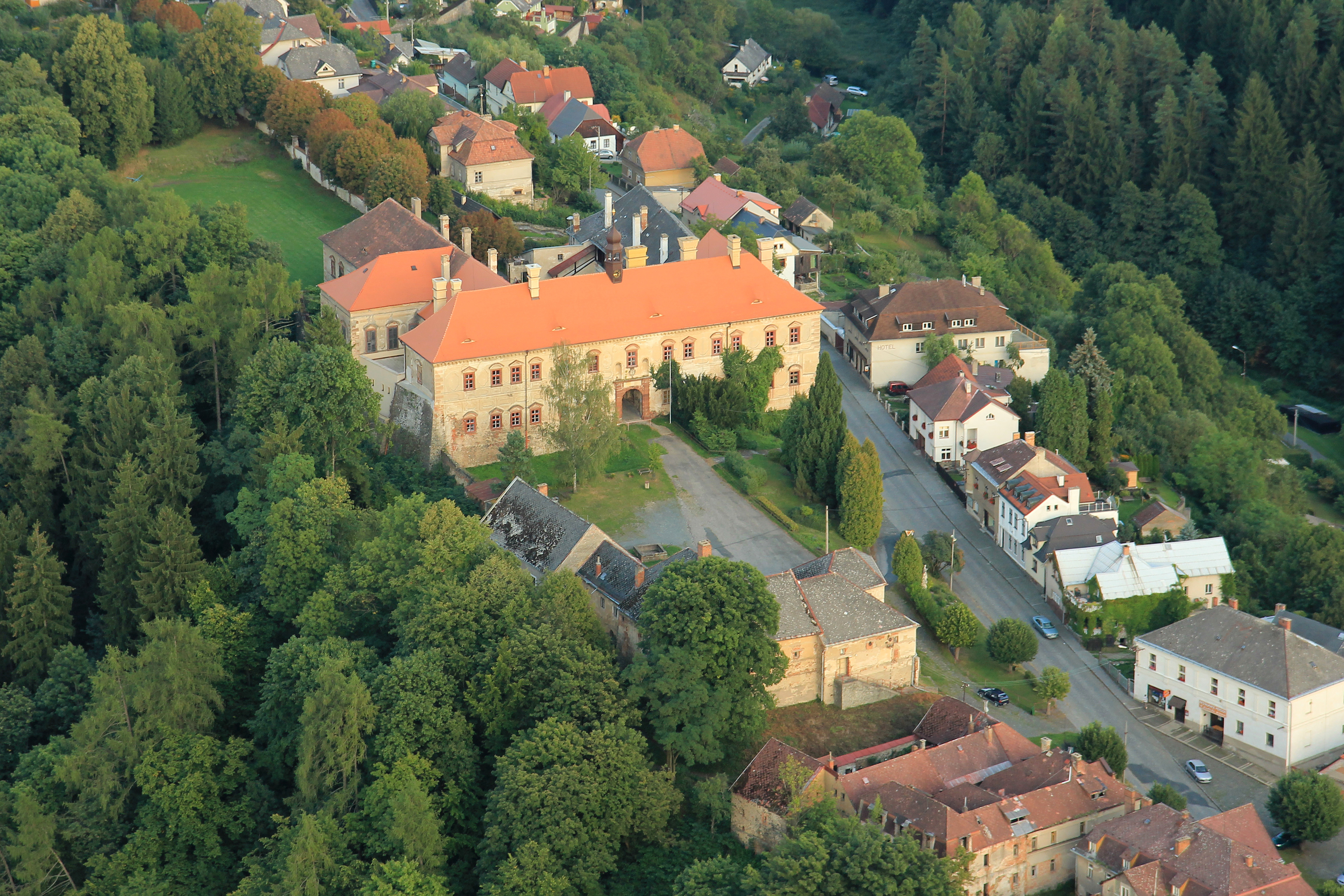
Zámek Rataje
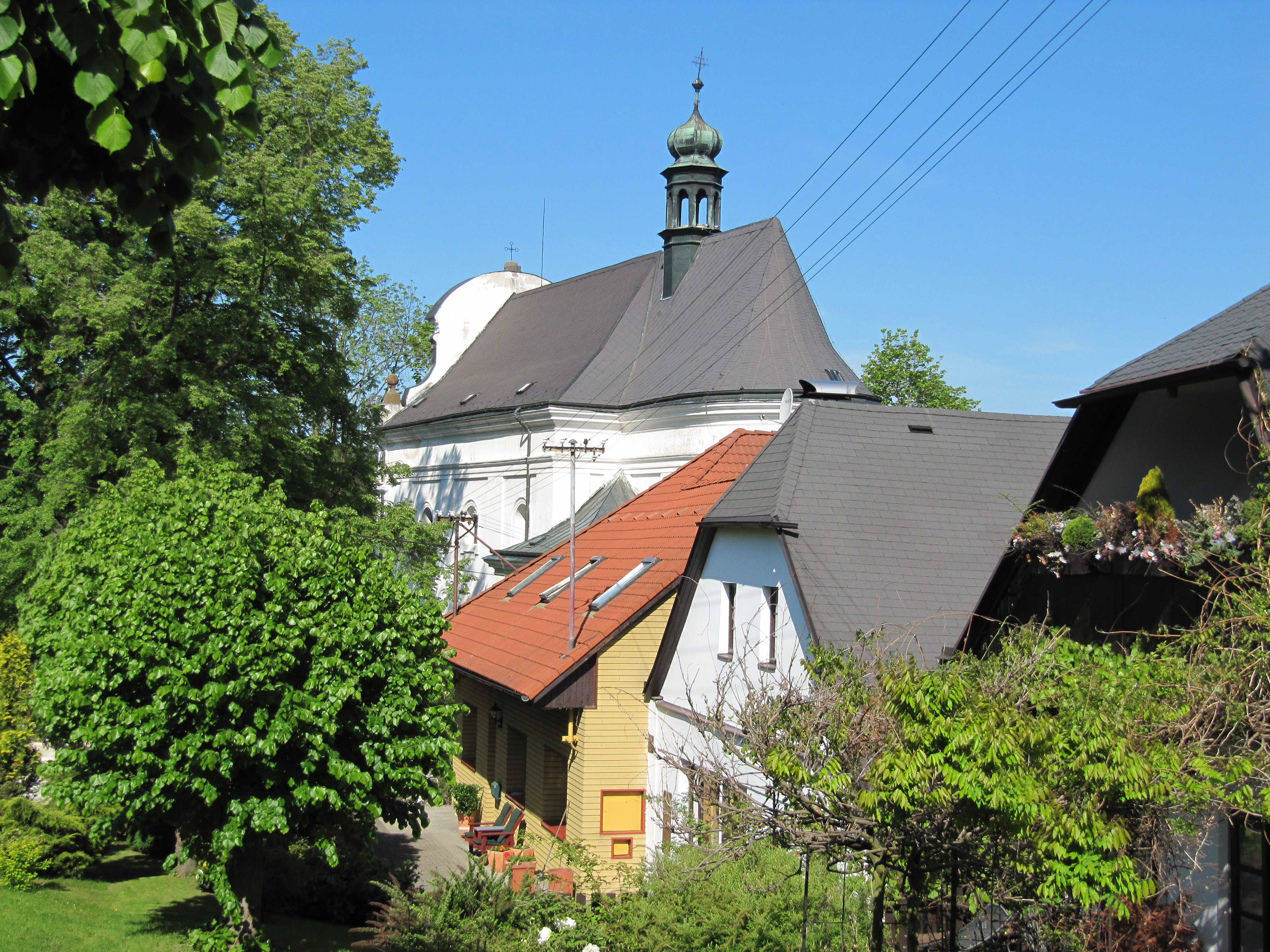
Kostel sv. Matouše

## Osobnosti
- Jan František Kryštof z Talmberka (1644–1698), biskup královéhradecký
- Antonín Vojtíšek (1771 – po 1820), český hudební skladatel
- Jan Peka (1894–1985), hokejový brankář

## Turistika
V katastru obce býval populární vodácký kemp Bořeň s chatkami a občerstvením, který leží hned nad ratajským jezem, a pod železničním mostem je stanové tábořiště Na Břečkárně. Leží zde i trampská osada Indiánská rezervace. Rataje jsou navševovány také kvůli české hře KIngdom Come Deliverence, která se odehrává v těchto místech.

## V populární kultuře
Do okolí Ratají a jeho hradu je zasazena česká hra Kingdom Come: Deliverance, odehrávající se na začátku 15. stol. Na hradě Pirkštejně se natáčela pohádka Princ Bajaja.